# Slaven Zambata
Slaven Zambata (Sinj, 1940. szeptember 24. – Zágráb, 2020. október 29.) jugoszláv válogatott horvát labdarúgó, csatár.

## Pályafutása

### Klubcsapatban
1958–59-ben a Junak Sinj, 1959 és 1969 között a a Dinamo Zagreb labdarúgója volt. Csapatkapitánya volt az 1966–67-es idényben vásárvárosok kupája-győztes Dinamónak. 1969 és 1971 között a belga KSV Waregem, 1971–72-ben a belga Crossing Club játékosa volt. 1972–73-ban visszatért a Dinamóhoz. 1973-ban az osztrák alsóbb osztályú WSG Radenthein csapatában fejezte be az aktív labdarúgást.

### A válogatottban
1962 és 1968 között 31 alkalommal szerepelt a jugoszláv válogatottban és 21 gólt szerzett. Részt vett az 1964-es tokiói olimpián.

## Sikerei, díjai
Dinamo Zagreb
- Jugoszláv kupa
  - győztes (4): 1960, 1963, 1965, 1969
- Vásárvárosok kupája (VVK)
  - győztes: 1966–67